# Parapharmacie

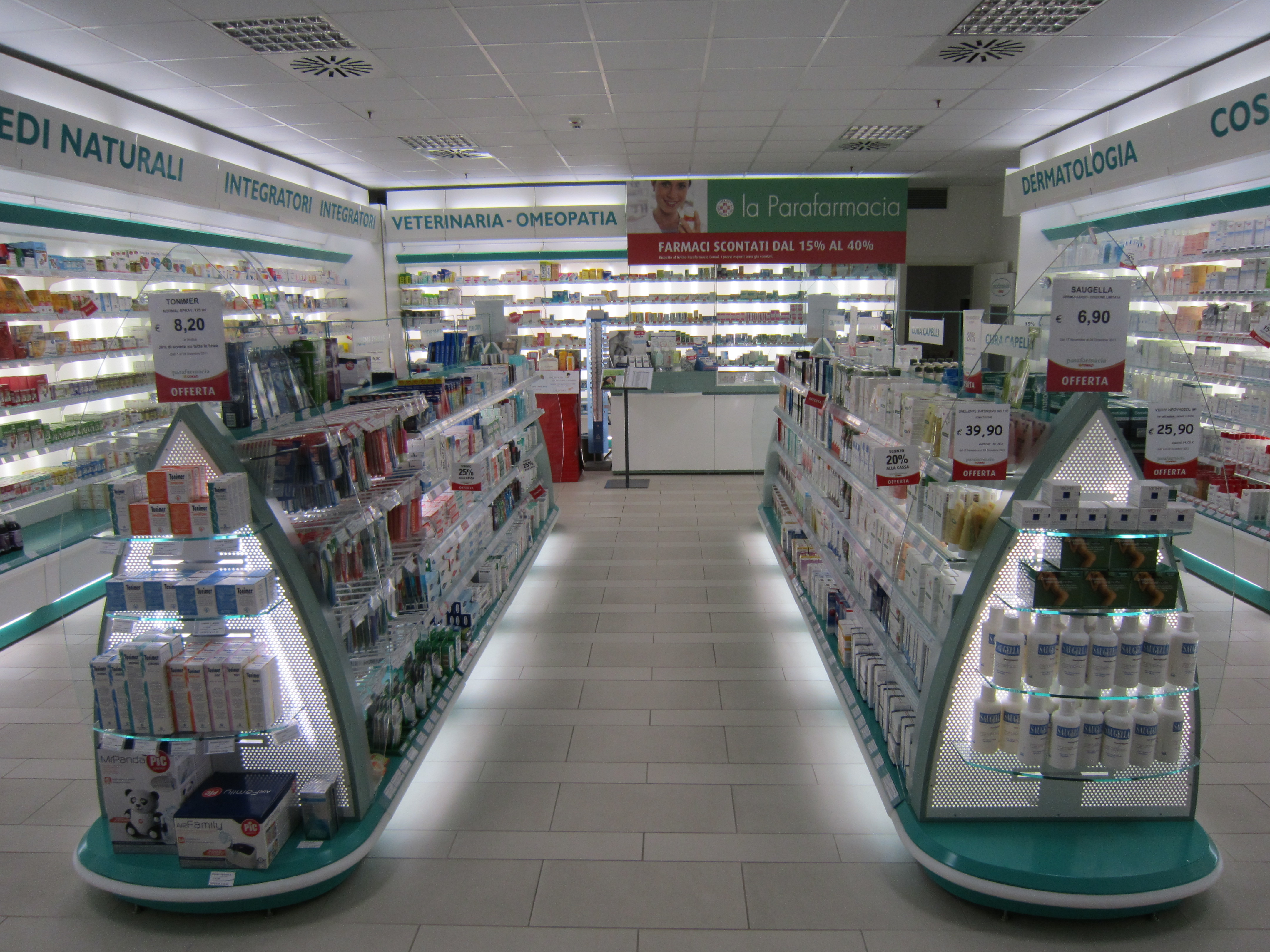
Photographie des rayons d'une parapharmacie prise en Italie, en 2011.

La parapharmacie est l'ensemble des produits de soins et d'hygiène destinés à être vendus par un pharmacien mais qui ne nécessitent pas de prescription médicale. La vente de tels produits n’est donc pas uniquement réservée aux pharmaciens, et peuvent être proposés par n’importe quelle grande ou moyenne surface à condition qu'elle dispose d'un pharmacien diplômé dans son effectif.
Alors qu'à l'origine on ne trouvait ces produits qu'en pharmacie, la croissance de ce marché et sa diversification ont conduit à la multiplication des réseaux de distribution.

## Les parapharmacies de ville
Paradoxalement, ce terme semble avoir été inventé par la grande distribution. C'est au début des années 1980 que les grandes surfaces décident de s'attaquer au juteux marché des cosmétiques vendus en pharmacie. Très rapidement on voit fleurir des rayons « parapharmacie » dans les hypermarchés, sous la responsabilité d'un pharmacien. 
Dans un second temps, au début des années 1990, naissent les parapharmacies en tant que commerces à part entière. Ce sont en général de moyennes surfaces, implantées en centre ville ou dans les centres commerciaux. Non soumises au numerus clausus, elles peuvent investir de stratégiques emplacements. D'importants réseaux se développent en France.
Elles entraîneront les pharmacies traditionnelles vers l’élargissement des surfaces de vente.

## Les parapharmacies en ligne
Avec la mutation du commerce qui s'exporte de plus en plus sur internet, un nombre important de parapharmacies s'inscrivent dans une logique de commerce en ligne en proposant leurs produits à la vente sur des plateformes internet.
La plupart d'entre elles se positionnent comme des pure players, qui font la totalité de leurs ventes en ligne. Pourtant nombre d'entre elles sont en réalité directement issues de pharmacies de ville bien implantées.
D'autres, disposant d'un historique important, ou d'une notoriété locale, se sont ainsi développées sur le net en mettant en avant la pharmacie physique qui leur est associée. 
Cependant, la plupart des laboratoires qui fabriquent les produits de parapharmacie imposent la présence d'un pharmacien dans l'espace de vente.

## La réglementation
Les ventes autorisées en parapharmacie sont les suivantes :
- les produits et accessoires cosmétiques ;
- les produits et accessoires d'hygiène corporelle ;
- les produits diététiques courants ;
- les huiles essentielles.

En revanche, il existe également des interdictions au niveau de la vente :
- les médicaments à usage vétérinaire ou humain ;
- les aliments diététiques ;
- les plantes médicinales inscrites à la pharmacopée ;
- les pansements conformes à la pharmacopée ;
- les médicaments conventionnels ou homéopathiques font également partie du domaine pharmaceutique.